# Samuel Köster

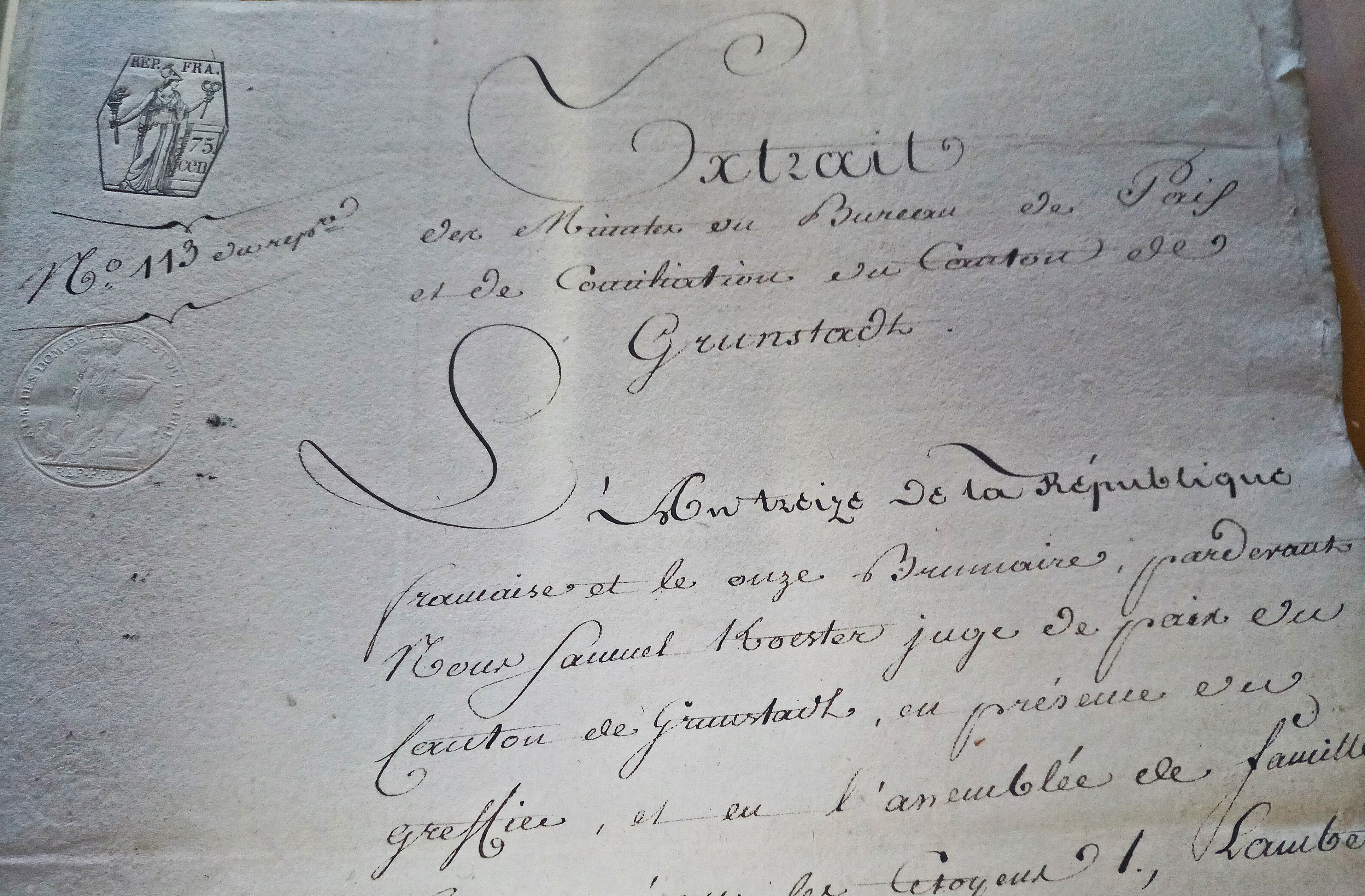
Urkunde von Samuel Köster, Friedensrichter des Kantons Grünstadt, aus dem Jahr 13 der Französischen Republik (1805)

Samuel Köster (* 9. August 1742 in Ober-Saulheim; † 21. Juli 1829 in Colgenstein) war ein evangelischer Pfarrer und Jakobiner.

## Herkunft
Er war der Sohn des lutherischen Pfarrers Johann Georg Daniel Köster in Ober-Saulheim und seiner Ehefrau, einer geborenen Mettenheimer. Das Dorf stand unter der Herrschaft der Wild- und Rheingrafen und vom Vater, der den Spitznamen „Salamander“ trug, ist bekannt, dass er sich oft abfällig über die Obrigkeit äußerte. Außerdem sei er cholerisch gewesen und habe übermäßig dem Wein zugesprochen.
Friedrich Christian Laukhard berichtet in seinen Erinnerungen, er sei als junger Mann der Vikar dieses Pfarrers gewesen und man habe ihn mit dessen lediger, ältlicher  Tochter verkuppeln wollen.

## Leben
Samuel Köster besuchte das Gymnasium in Idstein und studierte 1760 bis 1763 an der Universität Straßburg. Dann wirkte er als lutherischer Vikar in Guntersblum, Bad Dürkheim, Kirchheimbolanden und Colgenstein-Heidesheim. 1769–1780 war er Pfarrer in Steinbach am Donnersberg, 1780–1787 in Billigheim und 1788–1793 Geistlicher Inspektor in Colgenstein sowie Rat im Leiningen-Heidesheimer Konsistorium. 
1792 drangen im Rahmen des Ersten Koalitionskriegs die französischen Revolutionstruppen erstmals in die linksrheinischen deutschen Gebiete ein. Pfarrer Köster bekannte sich sofort als Anhänger ihrer Ideen und ließ in Colgenstein einen Freiheitsbaum errichten. Am 17. März 1793 trat in Mainz der Rheinisch-Deutsche Nationalkonvent der neu gegründeten Mainzer Republik zusammen, in den Samuel Köster als Deputierter von Colgenstein und Heidesheim entsandt worden war. Bereits im Juli 1793 hörte dieser Staat infolge der Kriegsereignisse auf zu existieren. Beim Einmarsch der preußischen Truppen floh Samuel Köster in sein früheres Pfarrdorf Billigheim, das unter französischer Besatzung stand. Hier amtierte er als lutherischer Pfarrer, bis er 1797 nach Colgenstein zurückkehren konnte. 
Dort nahm er unter der neuen französischen Regierung wieder sein früheres Amt als Geistlicher Inspektor und lutherischer Pfarrer auf. Überdies wurde  er als Gemeindeschreiber tätig und man bestimmte ihn zum Friedensrichter für den Kanton Grünstadt. Diese Friedensgerichte waren 1790 in Frankreich neu eingeführt worden und wurden 1816, als die Rheinpfalz von Frankreich ans Königreich Bayern fiel, hier beibehalten. Friedensrichter mussten stets juristische Laien mit allgemeinem Ansehen sein, die aufgrund ihrer Reputation und Volksnähe kleinere Rechtsstreitigkeiten schlichten konnten. Bevor Klage vor einem ordentlichen Gericht erhoben werden durfte, musste vor dem Friedensgericht eine Güteverhandlung stattgefunden haben. Außerdem oblagen ihnen Vormundschafts- und Personenstandssachen sowie Erbschaftsangelegenheiten. Die Friedensrichter fungierten überdies als einfache Polizeirichter bei Übertretungen und waren Ermittlungsrichter im Auftrag der  Obergerichte zur Untersuchung von vorgefallenen Verbrechen. Samuel Köster übte das verantwortungsvolle Amt, neben seiner geistlichen Tätigkeit, bis 1815 aus.
Pfarrer Köster nahm 1818 in Kaiserslautern an der gemeinsamen lutherisch-reformierten Synode zur  Pfälzischen Kirchenunion teil. Nach vollzogener Vereinigung teilte er als ältester anwesender lutherischer Geistlicher das Abendmahl aus und bezeichnete den Tag als den glücklichsten seiner bisherigen 27.375 Lebenstage. 1828 wurde er mit der Ehrenmünze des Bayerischen Ludwigsordens ausgezeichnet.